# Nova Itaberaba
Nova Itaberaba este un oraș în Santa Catarina (SC), Brazilia.